# Interlands Colombiaans voetbalelftal 1970-1979
Deze pagina toont een chronologisch en gedetailleerd overzicht van de interlands die het Colombiaans voetbalelftal speelde in de periode 1970 – 1979.

## Interlands

### 1970
|                                                  |          |                                                                     |          |                                                                                   |
| 20 mei Vriendschappelijk № 84 «onderlinge duels» | Colombia | 0 – 4                                                               | Engeland | Estadio El Campín, Bogota Toeschouwers: 36.000 Scheidsrechter: Iván Barrios (VEN) |
| 20 mei Vriendschappelijk № 84 «onderlinge duels» |          | 3' Martin Peters 43' Martin Peters 56' Bobby Charlton 88' Alan Ball |          | Estadio El Campín, Bogota Toeschouwers: 36.000 Scheidsrechter: Iván Barrios (VEN) |

### 1971
- Geen interlands gespeeld

### 1972
|                                                    |                 |       |                       |                                                                              |
| 29 maart Vriendschappelijk № 85 «onderlinge duels» | Colombia        | 1 – 1 | Peru                  | Estadio El Campín, Bogota Toeschouwers: — Scheidsrechter: Omar Delgado (COL) |
| 29 maart Vriendschappelijk № 85 «onderlinge duels» | Jaime Morón 16' |       | 68' Juan José Muñante | Estadio El Campín, Bogota Toeschouwers: — Scheidsrechter: Omar Delgado (COL) |

|                                                  |                                  |       |                     |                                                                                |
| 3 juni Vriendschappelijk № 86 «onderlinge duels» | Venezuela                        | 2 – 1 | Colombia            | Estadio Olímpico, Caracas Toeschouwers: — Scheidsrechter: Mario Fiorenza (VEN) |
| 3 juni Vriendschappelijk № 86 «onderlinge duels» | Iván García 33' Luis Mendoza 55' |       | 26' Alejandro Brand | Estadio Olímpico, Caracas Toeschouwers: — Scheidsrechter: Mario Fiorenza (VEN) |

|                                                  |      |       |          |                                                                              |
| 6 juni Vriendschappelijk № 87 «onderlinge duels» | Peru | 0 – 0 | Colombia | Estadio Olímpico, Caracas Toeschouwers: — Scheidsrechter: Edison Perez (PER) |
| 6 juni Vriendschappelijk № 87 «onderlinge duels» |      |       |          | Estadio Olímpico, Caracas Toeschouwers: — Scheidsrechter: Edison Perez (PER) |

|                                                   |                                                             |       |                                              |                                                                                     |
| 18 juni Vriendschappelijk № 88 «onderlinge duels» | Frankrijk                                                   | 3 – 2 | Colombia                                     | Estádio Fonte Nova, Salvador Toeschouwers: 10.000 Scheidsrechter: Ángel Pazos (URU) |
| 18 juni Vriendschappelijk № 88 «onderlinge duels» | Charly Loubet 30' Marc Molitor 33' (pen.) Charly Loubet 72' |       | 23' (pen.) Hernando Piñeros 82' Orlando Mesa | Estádio Fonte Nova, Salvador Toeschouwers: 10.000 Scheidsrechter: Ángel Pazos (URU) |

|                                                   |                                                                                |       |                 |                                                                                          |
| 22 juni Vriendschappelijk № 89 «onderlinge duels» | Argentinië                                                                     | 4 – 1 | Colombia        | Estádio Fonte Nova, Salvador Toeschouwers: 12.000 Scheidsrechter: Kurt Tschenscher (FRG) |
| 22 juni Vriendschappelijk № 89 «onderlinge duels» | Carlos Bianchi 17' Carlos Bianchi 49' Ángel Hugo Vargas 60' Carlos Bianchi 62' |       | 68' Jaime Morón | Estádio Fonte Nova, Salvador Toeschouwers: 12.000 Scheidsrechter: Kurt Tschenscher (FRG) |

### 1973
|                                                    |          |                                           |                                |                                                                                          |
| 29 maart Vriendschappelijk № 90 «onderlinge duels» | Colombia | 0 – 2                                     | Duitse Democratische Republiek | Estadio El Campín, Bogotá Toeschouwers: 35.000 Scheidsrechter: Guillermo Velásquez (COL) |
| 29 maart Vriendschappelijk № 90 «onderlinge duels» |          | 25' Joachim Streich 70' Lothar Kurbjuweit |                                | Estadio El Campín, Bogotá Toeschouwers: 35.000 Scheidsrechter: Guillermo Velásquez (COL) |

|                                                  |                |       |                                  |                                     |
| 27 mei Vriendschappelijk № 91 «onderlinge duels» | Haïti          | 1 – 2 | Colombia                         | Sylvio Catorstadion, Port-au-Prince |
| 27 mei Vriendschappelijk № 91 «onderlinge duels» | Guy St Vil 21' |       | 43' Jaime Morón 53' Ernesto Díaz | Sylvio Catorstadion, Port-au-Prince |

|                                                  |                            |       |                |                                     |
| 29 mei Vriendschappelijk № 92 «onderlinge duels» | Haïti                      | 2 – 1 | Colombia       | Sylvio Catorstadion, Port-au-Prince |
| 29 mei Vriendschappelijk № 92 «onderlinge duels» | Ton Pouce 4' Ton Pouce 44' |       | 8' Jaime Morón | Sylvio Catorstadion, Port-au-Prince |

|                                                 |                      |       |                      |                                                                                   |
| 21 juni WK-kwalificatie № 93 «onderlinge duels» | Colombia             | 1 – 1 | Ecuador              | Estadio El Campín, Bogotá Toeschouwers: 43.497 Scheidsrechter: César Orozco (PER) |
| 21 juni WK-kwalificatie № 93 «onderlinge duels» | Willington Ortiz 44' |       | 72' Washington Muñoz | Estadio El Campín, Bogotá Toeschouwers: 43.497 Scheidsrechter: César Orozco (PER) |

|                                                 |          |       |         |                                                                                        |
| 24 juni WK-kwalificatie № 94 «onderlinge duels» | Colombia | 0 – 0 | Uruguay | Estadio El Campín, Bogotá Toeschouwers: 30.020 Scheidsrechter: Roberto Goycochea (ARG) |
| 24 juni WK-kwalificatie № 94 «onderlinge duels» |          |       |         | Estadio El Campín, Bogotá Toeschouwers: 30.020 Scheidsrechter: Roberto Goycochea (ARG) |

|                                                 |                             |       |                      |                                                                                     |
| 28 juni WK-kwalificatie № 95 «onderlinge duels» | Ecuador                     | 1 – 1 | Colombia             | Estadio Modelo, Guayaquil Toeschouwers: 46.979 Scheidsrechter: Luis Pestarino (ARG) |
| 28 juni WK-kwalificatie № 95 «onderlinge duels» | Washington Muñoz 29' (pen.) |       | 50' Willington Ortiz | Estadio Modelo, Guayaquil Toeschouwers: 46.979 Scheidsrechter: Luis Pestarino (ARG) |

|                                                  |                                                             |       |                 |                                                                            |
| 1 juli Vriendschappelijk № 96 «onderlinge duels» | Peru                                                        | 3 – 1 | Colombia        | Estadio Nacional, Lima Toeschouwers: ?? Scheidsrechter: Enrique Labo (PER) |
| 1 juli Vriendschappelijk № 96 «onderlinge duels» | Héctor Bailetti 31' Héctor Bailetti 49' Oswaldo Ramirez 68' |       | 90' Jaime Morón | Estadio Nacional, Lima Toeschouwers: ?? Scheidsrechter: Enrique Labo (PER) |

|                                                |         |                      |          | |
| 5 juli WK-kwalificatie № 97 «onderlinge duels» | Uruguay | 0 – 1                | Colombia | Estadio Centenario, Montevideo Toeschouwers: 54.917 Scheidsrechter: Alberto Martinez González (CHI) |
| 5 juli WK-kwalificatie № 97 «onderlinge duels» |         | 71' Willington Ortiz |          | Estadio Centenario, Montevideo Toeschouwers: 54.917 Scheidsrechter: Alberto Martinez González (CHI) |

### 1974
- Geen interlands gespeeld

### 1975
|                                              |                  |       |          |                                                                                           |
| 20 juli Copa América № 98 «onderlinge duels» | Colombia         | 1 – 0 | Paraguay | Estadio El Campín, Bogotá Toeschouwers: 60.000 Scheidsrechter: Romualdo Arppi Filho (BRA) |
| 20 juli Copa América № 98 «onderlinge duels» | Ernesto Díaz 83' |       |          | Estadio El Campín, Bogotá Toeschouwers: 60.000 Scheidsrechter: Romualdo Arppi Filho (BRA) |

|                                              |                  |       |                                                            | |
| 27 juli Copa América № 99 «onderlinge duels» | Ecuador          | 1 – 3 | Colombia                                                   | Estadio Olimpico Atahualpa, Quito Toeschouwers: 45.000 Scheidsrechter: Miguel Ángel Comesaña (ARG) |
| 27 juli Copa América № 99 «onderlinge duels» | Polo Carrera 40' |       | 15' Willington Ortiz 72' Eduardo Retat 84' Ponciano Castro | Estadio Olimpico Atahualpa, Quito Toeschouwers: 45.000 Scheidsrechter: Miguel Ángel Comesaña (ARG) |

|                                               |          |                  |          | |
| 30 juli Copa América № 100 «onderlinge duels» | Paraguay | 0 – 1            | Colombia | Estadio Defensores del Chaco, Asunción Toeschouwers: 50.000 Scheidsrechter: Arnaldo César Coelho (BRA) |
| 30 juli Copa América № 100 «onderlinge duels» |          | 41' Ernesto Díaz |          | Estadio Defensores del Chaco, Asunción Toeschouwers: 50.000 Scheidsrechter: Arnaldo César Coelho (BRA) |

|                                                  |                                    |       |         |                                                                                         |
| 7 augustus Copa América № 101 «onderlinge duels» | Colombia                           | 2 – 0 | Ecuador | Estadio El Campín, Bogotá Toeschouwers: 50.000 Scheidsrechter: Juan Carlos Robles (CHI) |
| 7 augustus Copa América № 101 «onderlinge duels» | Ernesto Díaz 7' Osvaldo Calero 67' |       |         | Estadio El Campín, Bogotá Toeschouwers: 50.000 Scheidsrechter: Juan Carlos Robles (CHI) |

|                                                    |                                                        |       |         |                                                                                   |
| 21 september Copa América № 102 «onderlinge duels» | Colombia                                               | 3 – 0 | Uruguay | Estadio El Campín, Bogotá Toeschouwers: 55.000 Scheidsrechter: César Orosco (PER) |
| 21 september Copa América № 102 «onderlinge duels» | Edgar Angulo 55' Willington Ortiz 68' Ernesto Diaz 89' |       |         | Estadio El Campín, Bogotá Toeschouwers: 55.000 Scheidsrechter: César Orosco (PER) |

|                                                 |                     |       |          |                                                                                             |
| 1 oktober Copa América № 103 «onderlinge duels» | Uruguay             | 1 – 0 | Colombia | Estadio Centenario, Montevideo Toeschouwers: 70.000 Scheidsrechter: Rafael Hormazábal (CHI) |
| 1 oktober Copa América № 103 «onderlinge duels» | Fernando Morena 16' |       |          | Estadio Centenario, Montevideo Toeschouwers: 70.000 Scheidsrechter: Rafael Hormazábal (CHI) |

|                                                  |                     |       |      |                                                                                            |
| 16 oktober Copa América № 104 «onderlinge duels» | Colombia            | 1 – 0 | Peru | Estadio El Campín, Bogotá Toeschouwers: 45.000 Scheidsrechter: Miguel Ángel Comesaña (ARG) |
| 16 oktober Copa América № 104 «onderlinge duels» | Ponciano Castro 37' |       |      | Estadio El Campín, Bogotá Toeschouwers: 45.000 Scheidsrechter: Miguel Ángel Comesaña (ARG) |

|                                                  |                                            |       |          |                                                                                 |
| 22 oktober Copa América № 105 «onderlinge duels» | Peru                                       | 2 – 0 | Colombia | Estadio Nacional, Lima Toeschouwers: 50.000 Scheidsrechter: Juan Silvagno (CHI) |
| 22 oktober Copa América № 105 «onderlinge duels» | José Zarate 18' (e.d.) Oswaldo Ramirez 44' |       |          | Estadio Nacional, Lima Toeschouwers: 50.000 Scheidsrechter: Juan Silvagno (CHI) |

|                                                  |                |       |          |                                                                                    |
| 28 oktober Copa América № 106 «onderlinge duels» | Peru           | 1 – 0 | Colombia | Estadio Olímpico, Caracas Toeschouwers: 30.000 Scheidsrechter: Ramon Barreto (URU) |
| 28 oktober Copa América № 106 «onderlinge duels» | Hugo Sotil 25' |       |          | Estadio Olímpico, Caracas Toeschouwers: 30.000 Scheidsrechter: Ramon Barreto (URU) |

### 1976
|                                                       |                      |       |                                              |                                                                                        |
| 15 oktober Vriendschappelijk № 107 «onderlinge duels» | Colombia             | 1 – 2 | Uruguay                                      | Estadio El Campín, Bogota Toeschouwers: 39.219 Scheidsrechter: Arturo Ithurralde (ARG) |
| 15 oktober Vriendschappelijk № 107 «onderlinge duels» | Eduardo Vilarete 37' |       | 79' Waldemar Victorino 84' Rodolfo Rodriguez | Estadio El Campín, Bogota Toeschouwers: 39.219 Scheidsrechter: Arturo Ithurralde (ARG) |

### 1977
|                                                       |          |                    |         |                                                                                          |
| 16 januari Vriendschappelijk № 108 «onderlinge duels» | Colombia | 0 – 1              | Ecuador | Estadio El Campín, Bogota Toeschouwers: 50.000 Scheidsrechter: Guillermo Velasquez (COL) |
| 16 januari Vriendschappelijk № 108 «onderlinge duels» |          | 44' Ángel Liciardi |         | Estadio El Campín, Bogota Toeschouwers: 50.000 Scheidsrechter: Guillermo Velasquez (COL) |

|                                                       |                                                                                  |       |                   |                                                                                          |
| 26 januari Vriendschappelijk № 109 «onderlinge duels» | Ecuador                                                                          | 4 – 1 | Colombia          | Estadio Olimpico Atahualpa, Quito Toeschouwers: 26.000 Scheidsrechter: René Torres (ECU) |
| 26 januari Vriendschappelijk № 109 «onderlinge duels» | José Villafuerte 61' Ángel Liciardi 71' Ángel Liciardi 88' Jorge Vinicio Ron 89' |       | 10' Eduardo Retat | Estadio Olimpico Atahualpa, Quito Toeschouwers: 26.000 Scheidsrechter: René Torres (ECU) |

|                                                       |          |                   |             |                                                                                    |
| 30 januari Vriendschappelijk № 110 «onderlinge duels» | Colombia | 0 – 1             | Joegoslavië | Estadio El Campín, Bogota Toeschouwers: 35.000 Scheidsrechter: Mario Canessa (CHI) |
| 30 januari Vriendschappelijk № 110 «onderlinge duels» |          | 17' Dušan Bajević |             | Estadio El Campín, Bogota Toeschouwers: 35.000 Scheidsrechter: Mario Canessa (CHI) |

|                                                      |          |       |          |                                                                                            |
| 20 februari WK-kwalificatie № 111 «onderlinge duels» | Colombia | 0 – 0 | Brazilië | Estadio El Campín, Bogota Toeschouwers: 55.439 Scheidsrechter: Miguel Ãngel Comesaña (ARG) |
| 20 februari WK-kwalificatie № 111 «onderlinge duels» |          |       |          | Estadio El Campín, Bogota Toeschouwers: 55.439 Scheidsrechter: Miguel Ãngel Comesaña (ARG) |

|                                                      |          |                         |          |                                                                                   |
| 24 februari WK-kwalificatie № 112 «onderlinge duels» | Colombia | 0 – 1                   | Paraguay | Estadio El Campín, Bogota Toeschouwers: 45.838 Scheidsrechter: César Orosco (PER) |
| 24 februari WK-kwalificatie № 112 «onderlinge duels» |          | 26' Carlos Jara Saguier |          | Estadio El Campín, Bogota Toeschouwers: 45.838 Scheidsrechter: César Orosco (PER) |

|                                                  |                         |       |                      |                                                                                                 |
| 6 maart WK-kwalificatie № 113 «onderlinge duels» | Paraguay                | 1 – 1 | Colombia             | Estadio Defensores del Chaco, Asunción Toeschouwers: 30.154 Scheidsrechter: Roque Cerullo (URU) |
| 6 maart WK-kwalificatie № 113 «onderlinge duels» | Carlos Jara Saguier 90' |       | 57' Eduardo Vilarete | Estadio Defensores del Chaco, Asunción Toeschouwers: 30.154 Scheidsrechter: Roque Cerullo (URU) |

|                                                  | |       |          |                                                                                        |
| 9 maart WK-kwalificatie № 114 «onderlinge duels» | Brazilië | 6 – 0 | Colombia | Maracanã, Rio de Janeiro Toeschouwers: 132.764 Scheidsrechter: Norberto Coerezza (ARG) |
| 9 maart WK-kwalificatie № 114 «onderlinge duels» | Roberto Dinamite 16' Zico 26' Roberto Dinamite 33' Marinho Chagas 41' Marinho Chagas 55' Roberto Rivellino 89' |       |          | Maracanã, Rio de Janeiro Toeschouwers: 132.764 Scheidsrechter: Norberto Coerezza (ARG) |

### 1978
- Geen interlands gespeeld

### 1979
|                                                    |                          |       |                          |                                                                               |
| 29 juni Vriendschappelijk № 115 «onderlinge duels» | Colombia                 | 1 – 1 | Spanje                   | Estadio El Campín, Bogotá Toeschouwers: ?? Scheidsrechter: César Orozco (PER) |
| 29 juni Vriendschappelijk № 115 «onderlinge duels» | Hernán Darío Herrera 24' |       | 13' Esteban Vigo Benítez | Estadio El Campín, Bogotá Toeschouwers: ?? Scheidsrechter: César Orozco (PER) |

|                                                   |          |       |        |                                                                               |
| 8 juli Vriendschappelijk № 116 «onderlinge duels» | Colombia | 0 – 0 | Spanje | Estadio Olímpico, Caracas Toeschouwers: ?? Scheidsrechter: José Vergara (VEN) |
| 8 juli Vriendschappelijk № 116 «onderlinge duels» |          |       |        | Estadio Olímpico, Caracas Toeschouwers: ?? Scheidsrechter: José Vergara (VEN) |

|                                                    |      |                      |          |                                                                                  |
| 18 juli Vriendschappelijk № 117 «onderlinge duels» | Peru | 0 – 1                | Colombia | Estadio Nacional, Lima Toeschouwers: ?? Scheidsrechter: Édison Pérez-Núñez (PER) |
| 18 juli Vriendschappelijk № 117 «onderlinge duels» |      | 10' Willington Ortiz |          | Estadio Nacional, Lima Toeschouwers: ?? Scheidsrechter: Édison Pérez-Núñez (PER) |

|                                                    |                             |       |                                  |                                                                                          |
| 25 juli Vriendschappelijk № 118 «onderlinge duels» | Colombia                    | 1 – 2 | Peru                             | Estadio El Campín, Bogotá Toeschouwers: 45.000 Scheidsrechter: Guillermo Velasquez (COL) |
| 25 juli Vriendschappelijk № 118 «onderlinge duels» | Willington Ortiz 35' (pen.) |       | 44' Jaime Duarte 46' César Cueto | Estadio El Campín, Bogotá Toeschouwers: 45.000 Scheidsrechter: Guillermo Velasquez (COL) |

|                                                  |           |       |          |                                                                                               |
| 1 augustus Copa América № 119 «onderlinge duels» | Venezuela | 0 – 0 | Colombia | Estadio Pueblo Nuevo, San Cristóbal Toeschouwers: 40.000 Scheidsrechter: Luis Barrancos (BOL) |
| 1 augustus Copa América № 119 «onderlinge duels» |           |       |          | Estadio Pueblo Nuevo, San Cristóbal Toeschouwers: 40.000 Scheidsrechter: Luis Barrancos (BOL) |

|                                                   |                  |       |       |                                                                                           |
| 15 augustus Copa América № 120 «onderlinge duels» | Colombia         | 1 – 0 | Chili | Estadio El Campín, Bogotá Toeschouwers: 45.000 Scheidsrechter: Romualdo Arppi Filho (BRA) |
| 15 augustus Copa América № 120 «onderlinge duels» | Ernesto Díaz 35' |       |       | Estadio El Campín, Bogotá Toeschouwers: 45.000 Scheidsrechter: Romualdo Arppi Filho (BRA) |

|                                                   |                                                                             |       |           |                                                                                      |
| 22 augustus Copa América № 121 «onderlinge duels» | Colombia                                                                    | 4 – 0 | Venezuela | Estadio El Campín, Bogotá Toeschouwers: 40.000 Scheidsrechter: Carlos Espósito (ARG) |
| 22 augustus Copa América № 121 «onderlinge duels» | Arnoldo Iguarán 17' Félix Valverde 53' Gabriel Chaparro 59' Jaime Morón 86' |       |           | Estadio El Campín, Bogotá Toeschouwers: 40.000 Scheidsrechter: Carlos Espósito (ARG) |

|                                                   |                                     |       |          |                                                                                        |
| 5 september Copa América № 122 «onderlinge duels» | Chili                               | 2 – 0 | Colombia | Estadio Nacional, Santiago Toeschouwers: 85.000 Scheidsrechter: Wilfrido Cáceres (PAR) |
| 5 september Copa América № 122 «onderlinge duels» | Jorge Peredo 57' Carlos Caszely 60' |       |          | Estadio Nacional, Santiago Toeschouwers: 85.000 Scheidsrechter: Wilfrido Cáceres (PAR) |

Colfútbol · A-internationals · Selecties · Statistieken · Bondscoaches · Colombiaans vrouwenelftal · Olympisch elftal · Colombia U20 · Colombia U17
1938 – 1949 ·
1950 – 1959 ·
1960 – 1969 ·
1970 – 1979 ·
1980 – 1989 ·
1990 – 1999 ·
2000 – 2009 ·
2010 – 2019 ·
2020 – 2029
WK 1962 · 
WK 1990 · 
WK 1994 · 
WK 1998 · 
WK 2014 · 
WK 2018
OS 1968 · 
OS 1972 · 
OS 1980 · 
OS 1992 · 
OS 2016
1938 · 
1939 · 1940 · 1941 · 1942 · 1943 · 1944 · 
1946 · 
1947 · 
1948 · 
1949 · 
1950 · 1951 · 1952 · 1953 · 1954 · 1955 · 1956 · 
1957 · 
1958 · 1959 · 1960 · 
1961 · 
1962 · 
1963 · 
1964 · 
1965 · 
1966 · 
1967 · 
1968 · 
1969 · 
1970 · 
1971 · 
1972 · 
1973 · 
1974 · 
1975 · 
1976 · 
1977 · 
1978 · 
1979 · 
1980 · 
1981 · 
1982 · 
1983 · 
1984 · 
1985 · 
1986 · 
1987 · 
1988 · 
1989 · 
1990 ·
1991 · 
1992 · 
1993 · 
1994 · 
1995 · 
1996 · 
1997 · 
1998 · 
1999 · 
2000 · 
2001 · 
2002 · 
2003 · 
2004 · 
2005 · 
2006 · 
2007 · 
2008 · 
2009 · 
2010 · 
2011 · 
2012 · 
2013 · 
2014 · 
2015 · 
2016 · 
2017 ·
2018 ·
2019 ·
2020 ·
2021
Algerije ·
Argentinië ·
Australië ·
Bahrein ·
België ·
Bolivia · 
Brazilië ·
Canada ·
Chili ·
China · 
Costa Rica ·
Cuba ·
DDR ·
Duitsland ·
Ecuador ·
Egypte ·
El Salvador ·
Engeland ·
Finland ·
Frankrijk ·
Griekenland ·
Guatemala · 
Haïti ·
Honduras ·
Hongarije ·
Hongkong ·
Ierland ·
Irak ·
Israël ·
Ivoorkust ·
Jamaica ·
Japan ·
Joegoslavië ·
Jordanië ·
Kameroen ·
Koeweit · 
Liberia · 
Marokko ·
Mexico ·
Montenegro ·
Nederland ·
Nederlandse Antillen ·
Nicaragua ·
Nieuw-Zeeland · 
Nigeria ·
Noord-Ierland ·
Noorwegen ·
Panama ·
Paraguay ·
Peru ·
Polen ·
Puerto Rico ·
Qatar ·
Roemenië ·
Saoedi-Arabië ·
Schotland ·
Senegal ·
Servië ·
Slovenië ·
Slowakije ·
Sovjet-Unie ·
Spanje ·
Trinidad en Tobago ·
Tsjecho-Slowakije ·
Tunesië · 
Turkije · 
Uruguay ·
Venezuela ·
Verenigde Arabische Emiraten · 
Verenigde Staten ·
Zuid-Afrika ·
Zuid-Korea ·
Zweden ·
Zwitserland
Brazilië (2014) ·
Engeland (2018) ·
Griekenland (2014) ·
Ivoorkust (2014) ·
Japan (2014) ·
Japan (2018) ·
Polen (2018) ·
Senegal (2018) ·
Uruguay (2014)
CONMEBOL: Colombia · Ecuador

UEFA: Albanië · België · Bulgarije · Cyprus · Denemarken · West-Duitsland · Duitse Democratische Republiek · Engeland · Finland · Frankrijk · Griekenland · Hongarije · IJsland · Ierland · Italië · Joegoslavië · Luxemburg · Malta · Nederland · Noord-Ierland · Noorwegen · Oostenrijk · Polen · Portugal · Roemenië · Schotland ·  Sovjet-Unie ·  Spanje · Tsjecho-Slowakije · Turkije · Wales ·  Zweden · Zwitserland

CAF: Madagaskar AFC: Israël